# في حضرة العدالة (مسلسل)
في حضرة العدالة هو مسلسل تلفزيوني فلسطيني عن الجريمة وتحقيقات الشرطة وملفات القضاء، من تأليف وإخراج عبد الرحمن ظاهر. يتكون المسلسل من ثماني حلقات مستقلة مليئة بالتشويق والإثارة تتناول أحداثًا حقيقية استند فيها الكاتب إلى ملفات جنائية في النيابة والمحكمة، وقد بدأ عرضه لأول مرة في عام 2013 وشارك فيه عدد من النجوم العرب والفلسطينيين.  

## ملفات قضائية
خلال مرحلة بلورة فكرة العمل، حصل الكاتب عبد الرحمن ظاهر على إذن خاص من مجلس القضاء الأعلى الفلسطيني للدخول إلى المحكمة، وفحص قضايا جنائية محددة، ومراقبة جلسات محاكمات، وقام بتحويل بعض تلك القضايا إلى نصوص درامية، مع تغيير الأسماء والأماكن وبعض التفاصيل للحفاظ على سرية القضايا الأصلية. قامت لجنة قانونية متخصصة بعد ذلك بمراجعة نصوصه ومنحته الموافقة على الإنتاج.  

## الحبكة
تدور أحداث حلقات المسلسل حول عدة جرائم وقعت بالفعل، تبدأ من اختطاف مديرة أحد الفنادق وابتزازها، و السطو المسلح واختطاف طبيب مشهور، وحرق جنائي، وتجارة المخدرات، وجرائم القتل العمد، و جرائم قتل باستخدام السحر والشعوذة، وانتحال شخصية ضابط أمن كبير واستغلالها في ارتكاب جرائم، وتتنوع مشاهد العمل بين عدة أماكن حدثت فيها أحداث تلك الجرائم، والتحقيقات التي تدور في الشرطة والنيابة، وبين المحاكمات التي تجري في أروقة المحاكم. 

## الممثلون
- مصطفى أبو هنود
- رأفت لافي
- روان فرحات
- سميرة ناطور
- أمجد غانم
- محمد أبو عزيزة
- عبد الله إنخيلي
- نوال حجازي
- أسامة ملحس
- أكرم المالكي
- حسين نخلة
- ريم اللو
- إيهاب زاهدة
- محمود خليل
- مؤيد عودة
- مهدي أبو عرة
- نور عرار
- جاك سعادة
- ريم شرحة
- لينا قادري
- روان زهران
- سيرين أبو عكر
- ماجد الألماني
- نضال طه
- سماح أبو عكر
- عبد الحكيم كيمو. [6]

## روابط خارجية
- في حضرة العدالة (الموقع الرسمي)
- في حضرة العدالة على IMDb
- في حضرة العدالة على TVDb
- في حضرة العدالة على MUBI